# In the Absence of Light
In the Absence of Light es el segundo álbum de estudio de la banda de black metal sinfónico Abigail Williams el cual fue lanzado el 28 de Septiémbre del 2010 a través de Candlelight Records. Las mezclas del álbum corrieron a cargo de Peter Tägtgren.

## Lista de canciones
1. Hope the Great Betrayal
2. Final Destiny of the Gods
3. The Mysteries That Bind the Flesh
4. Infernal Divide
5. In Death Comes the Great Silence
6. What Hells Await Me
7. An Echo In Our Legends
8. Malediction

## Créditos
- Ken Sorceron – voz, guitarra, bajo
- Ian Jekelis – guitarra
- Ken Bedene – batería